# Бреги
Бреги су насељено место у саставу општине Матуљи у Приморско-горанској жупанији, Република Хрватска.

## Историја
До територијалне реорганизације у Хрватској налазили су се у саставу старе општине Опатија.

## Становништво
На попису становништва 2011. године, Бреги су имали 700 становника.

## Попис1991.
На попису становништва 1991. године, насељено место Бреги је имало 562 становника, следећег националног састава:
| Попис 1991.‍  | Попис 1991.‍  | Попис 1991.‍ | Попис 1991.‍ | Попис 1991.‍ |
| ------------ | ------------ | ----------- | ----------- | ----------- |
|              |              |             |             |             |
| Хрвати       | Хрвати       |             | 436         | 77,58%      |
| Срби         | Срби         |             | 16          | 2,84%       |
| Југословени  | Југословени  |             | 13          | 2,31%       |
| Муслимани    | Муслимани    |             | 13          | 2,31%       |
| Албанци      | Албанци      |             | 12          | 2,13%       |
| Словенци     | Словенци     |             | 11          | 1,95%       |
| Италијани    | Италијани    |             | 3           | 0,53%       |
| Словаци      | Словаци      |             | 3           | 0,53%       |
| Црногорци    | Црногорци    |             | 2           | 0,35%       |
| неопредељени | неопредељени |             | 34          | 6,04%       |
| регион. опр. | регион. опр. |             | 11          | 1,95%       |
| непознато    | непознато    |             | 8           | 1,42%       |
| укупно: 562  |              |             |             |             |